# Германия и Израиль: обеление и государственное строительство
Германия и Израиль: обеление и государственное строительство (англ. Germany and Israel: Whitewashing and Statebuilding) — книга Даниэля Марвецкого 2020 года, охватывающая семь десятилетий германо-израильских отношений после Второй мировой войны.

## Содержание
В книге рассматривается соглашение о репарациях 1952 года, растущее сотрудничество между странами до Шестидневной войны 1967 года и Vergangenheitspolitik («политика обращения с прошлым») Конрада Аденауэра, направленная на то, чтобы добиться признания Израилем официальной позиции Германии, согласно которой Западная Германия (ФРГ) представляла собой полный разрыв с нацистской Германией. Это включало сотрудничество Израиля в отказе от критики «стены молчания», которая была возведена вокруг нацистского периода, включая интеграцию бывших нацистов в политические должности. Спорный тезис книги заключается в том, что материальная поддержка Германией молодого израильского государства была предложена в обмен на обеление нацистского прошлого. Марвецкий характеризует дипломатию между двумя странами как рациональную и морально нигилистическую, основанную на том, что Израиль обменял постхолокостное «обеливание» и нормализацию международного положения Германии на военную и экономическую помощь в поддержку своего проекта государственного строительства, отмечая различия в терминологии, используемой странами для описания соглашения о репарациях 1952 года (Израиль называл его Shilumim, долг выплаченный, но непрощённый, в то время как Германия использовала термин Wiedergutmachungsabkommen, что означает «снова исправить»). 
Марвецкий утверждает, что Германия действовала в своих суверенных интересах и «никогда не брала на себя роль кающейся». 
В книге Марвецкого обсуждается вопрос более тесных связей с объединённой Германией, в том числе заявление Ангелы Меркель в Кнессете в 2008 году о том, что Германия несёт «особую историческую ответственность за безопасность Израиля» в рамках своих национальных интересов.

## Критика
Некоторые учёные не согласны с точкой зрения Марвецкого на поддержку Израиля Аденауэром. Рони Штаубер отмечает, что израильский историк Йешаяху Елинек «подчеркнул сложные мотивы Аденауэра». Соглашаясь с Елинеком, Штаубер говорит, что одна лишь реальная политика «не может объяснить экстраординарные решения, принятые Аденауэром в 1960 году по оказанию военной и финансовой поддержки Израилю». Лорена Де Вита отмечает, что растущий объём работ, посвящённых германо-израильским отношениям, опровергает утверждение автора об «академической халатности».